# Минхаузенова трилема
Минхаузенова трилема (по Барону Минхаузену, који је наводно извукао себе (и коња на коме је јахао) из мочваре вукавши се за сопствену косу), такође позната и као Агрипина трилема (по Агрипи Скептику), је филозофски израз настао да би се истакла наводна немогућност да се докаже било која истина чак и у областима логике и математике. То је назив аргумента из теорије сазнања који сеже до немачког филозофа Ханса Алберта, и у традиционалнијем облику до Агрипе.

## Трилема
За свако сазнање може да се постави питање: „Како знам да је ово тачно?“, Ако се нађе доказ, исто питање се може поставити и за тај доказ, и за сваки наредни доказ. Минхаузенова трилема се састоји у томе да постоје само три могућности при налажењу доказа истине у оваквој ситуацији:
- Циркуларни доказ, код кога се теорија и доказ узајамно доказују (то јест у једном тренутку долази до круга у доказивању),
- Регресивни доказ, код кога сваки доказ захтева наредни доказ, ad infinitum (то јест докази се дају један за другим у бескрај)
- Аксиоматски доказ, који почива на поставкама које су прихваћене за тачне (то јест у доказивању се дође до основне претпоставке која се узима за истиниту)

Прва два метода резоновања су суштински слаба, а како су се грчки скептици залагали за дубоко пропитивање свих прихваћених вредности, одбијали су да прихвате доказе трећег типа. Трилема се тако састоји у одлучивању између три једнако незадовољавајућа избора.
У савременој епистемологији, заговорници кохерентизма би требало да прихватају „циркуларну“ страну трилеме; фундационалисти се ослањају на аксиоматске доказе. Мање популарна виђења која прихватају (понекад нерадо) бесконачни регрес се називају инфинитизмом.

## Даља литература
- За научне текстове Ханса Алберта видети Списак публикација на адреси